# Bestiari
|  | Per a altres significats, vegeu «Bestiari (desambiguació)». |

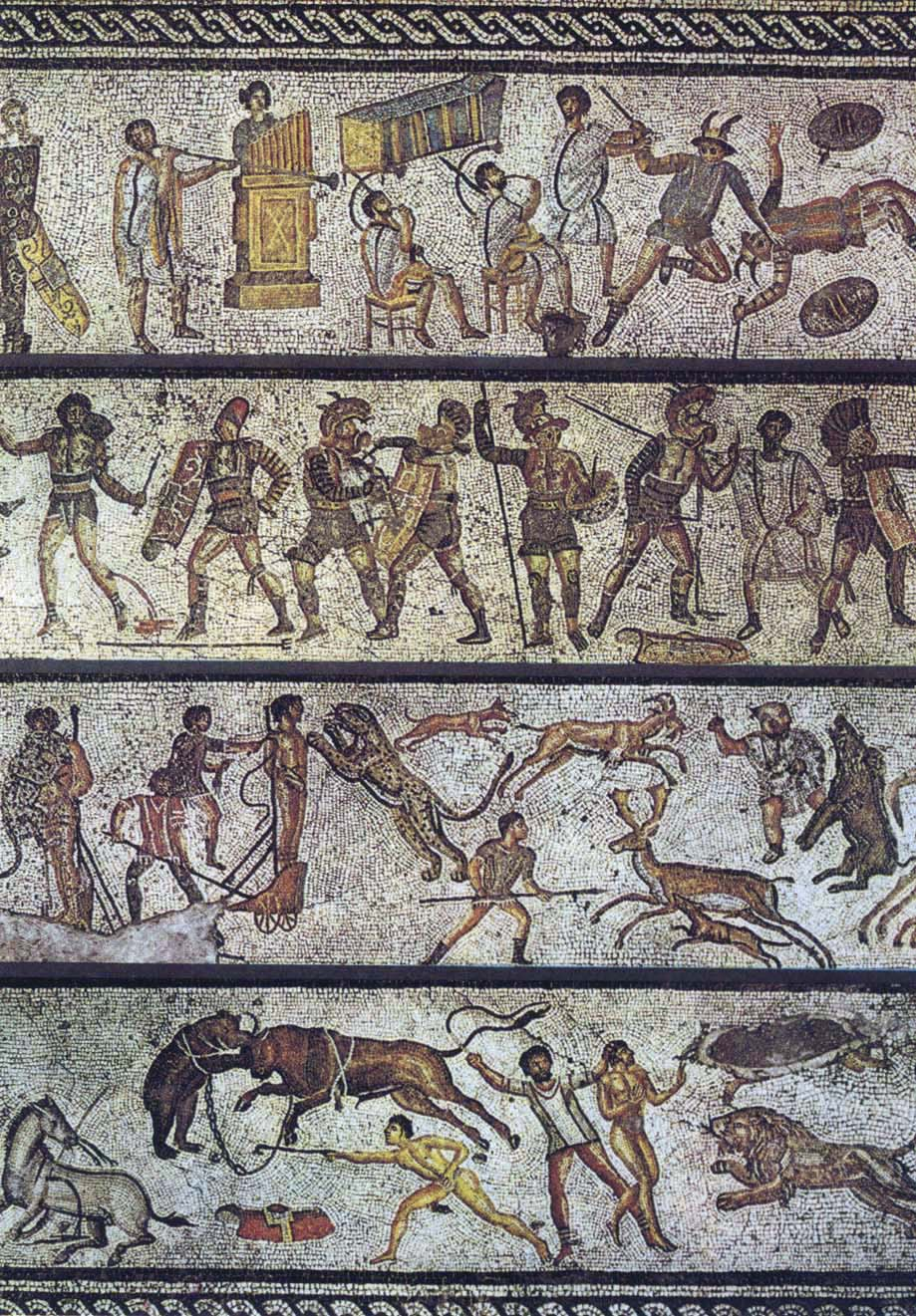
Bestiarii en combat. Mosaic romà mostrant entreteniments del. Museu Jamahiriya (Museu del Castell Vermell) Tripoli, Libya, de la Villa Buc Ammera.

Bestiari (pl. Bestiarii) era la persona que combatia contra les feres al circ romà. Normalment amb aquest terme s'indicaven dues categories diferents de persones: la primera eren combatents que incloïen els condemnats a mort destinats a ser morts pels animals, el segon incloïa homes lliures que, havent-se convertit en auctorati, s'enfrontaven voluntàriament per obtenir diners, glòria i admiració. A vegades, aquests darrers s'anomenen equivocadament gladiadors, però en aquell moment només s'anomenaven amb aquest nom aquells que lluitaven contra altres homes. El terme habitual per als que van participar en la caça a l'arena (venatio) són, en canvi coneguts com a venatores.

## Condemna a mort
La condemna a mort per esquinçament, anomenada damnatio ad bestias, adoptada com a forma de tortura i pena de mort, es va imposar als enemics de l'estat, inclosos presoners i esclaus declarats culpables d'un delicte greu. Eren enviats a morir nus, amb una mínima possibilitat de defensa contra les feres. Encara que aconseguissin tombar-ne algunes, els portaven altres animals de forma continuada a l'arena fins que els bestiaris trobaven la mort.
Els tigres i els lleons van ser els animals més utilitzats per a aquest macabre espectacle, juntament amb ossos, lleopards i llops. De vegades, però, les bèsties més petites, com els senglars i les hienes, s'utilitzaven per allargar l'agonia.
Els condemnats que havien estat entrenats preferien suïcidar-se que no pas caure víctimes a l'arena. Sèneca ho demostra, que fa referència a un pres que preferia la mort per asfixia, empassant-se voluntàriament una esponja, i un altre que li va trencar el coll inserint el cap en una roda del carretó que el va portar a l'amfiteatre. També Simmac, que parla de vint-i-nou presoners saxons que preferien escanyar-se a les seves cel·les en lloc de fer front a la tortura.

## Combat voluntari

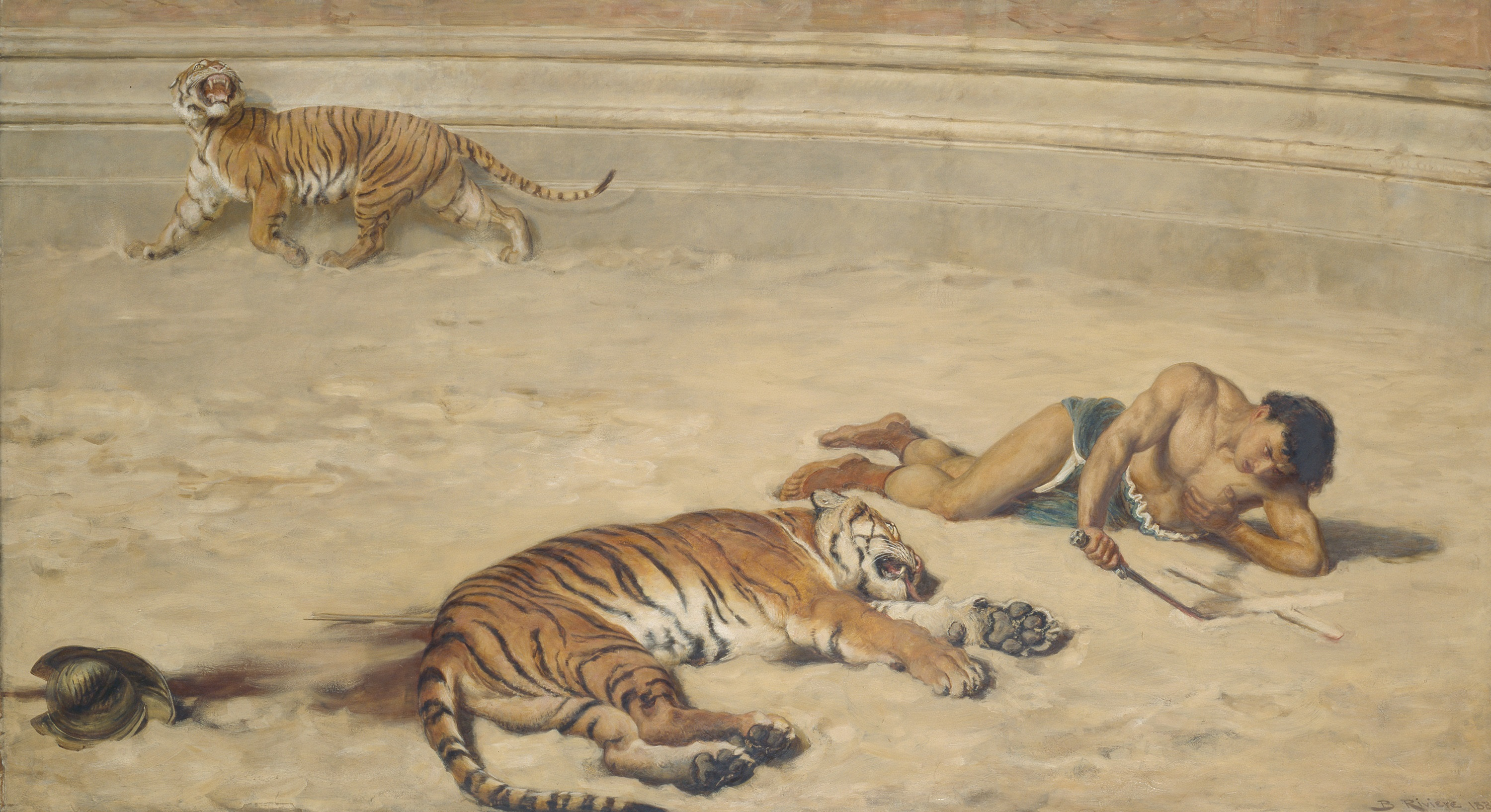
Briton Rivière, A Roman Holiday, National Gallery of Victoria

Segons Seneca, aquests altres bestiaris eren, en canvi, joves animats que, per convertir-se en experts en l'exercici d'armes, de vegades lluitaven contra les bèsties i, de vegades, contra altres homes, per mostrar el seu coratge i destresa. L'emperador August va encoratjar aquesta pràctica en joves d'alt rang. Neró es va exposar en persona per haver matat les bèsties a l'amfiteatre quan Còmode va assumir el títol d'Hèrcules romà. [9]
Al segle xvi, el francès de Vigenère va identificar altres dos tipus de "bestiarii": els primers eren els que havien realitzat un negoci del xoc amb les feres i, per tant, lluitaven pels diners. El segon tipus estava representat pels combats de grups que veien diversos bestiariis armats enfrontant-se contra un nombre igual de gran en bèsties.

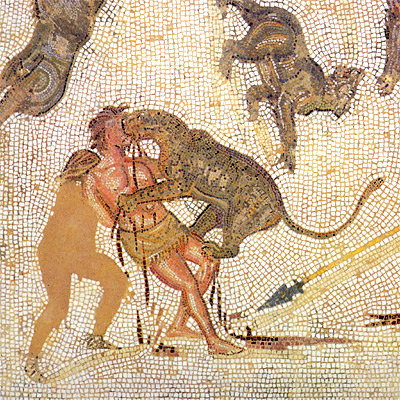
Mosaic conservat al Museu arqueológic de Susa, Tunisia

Segons informa Tertul·lià, sembla que també hi va haver una escola a Roma (bestiarum addresse o bestiariorum), on la gent es va formar a lluitar amb les feres.Probablement és el Ludus Matutinus, que Domicià havia erigit no gaire lluny del Coliseu per a la formació dels bestiariis, anomenat així perquè els combats tenien lloc al matí.